# McDonald Road Library
La McDonald Road Library est l'une des 28 bibliothèques publiques librement accessibles d'Édimbourg, en Écosse. Elle a été construite en 1902 dans un style Renaissance baronniale sur les plans de H. Ramsay Taylor. La bibliothèque a ouvert ses portes en 1904 comme branche Est du réseau de bibliothèques de la ville. Elle est située au coin de McDonald Road (qui lui a donné son nom) et de Leith Walk. Elle est un bâtiment classé de catégorie B.

## Histoire

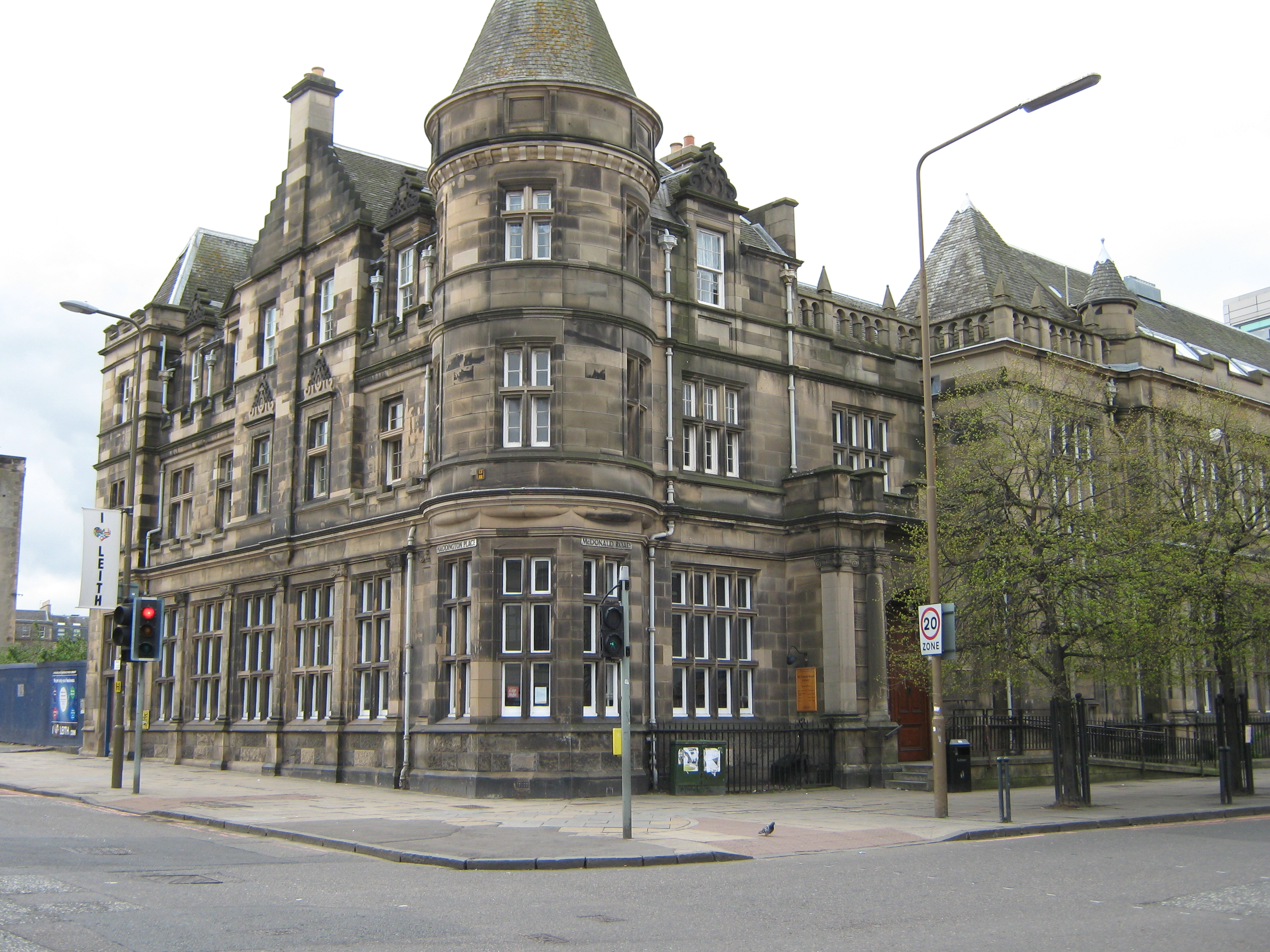
Vue de la bibliothèque depuis Leith Walk, avec le bâtiment s'étendant le long de McDonald Road. Au-dessus, surplombant la promenade, se trouvent les deux appartements initialement prévus pour loger le personnel de la bibliothèque.

À son ouverture, la bibliothèque détenait 11 498 volumes et enregistrait plus de 190 000 prêts par an au cours de ses premières années. Les livres n'étaient directement accessibles au public qu'après 1922, lorsque le service de bibliothèque d'Édimbourg est passé à une approche « d'accès libre » à ses collections. Au cours de l'année d'ouverture de la bibliothèque, les cinq bibliothèques publiques desservant la ville ont émis 962 724 prêts.

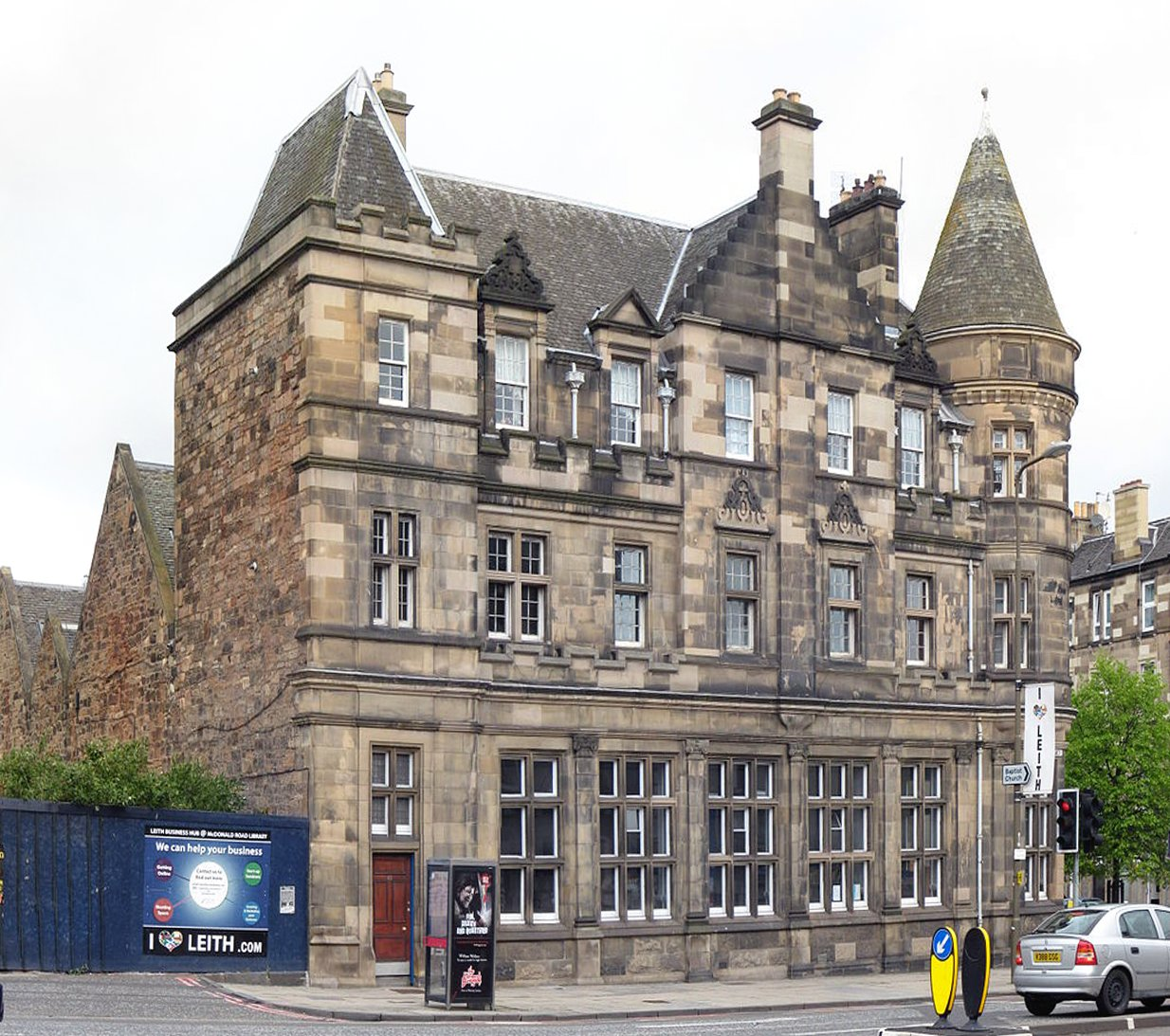
Vue panoramique du coin de Leith Walk et de la rue Brunswick.

Le bâtiment est l'une des cinq bibliothèques secondaires originales, construites et ouvertes après la Bibliothèque centrale, sous la direction de Hew Morrison, qui a été bibliothécaire principal entre 1887 et 1922. La quatrième bibliothèque secondaire de McDonald Road a été construite grâce au financement d'un legs de l'éditeur Thomas Nelson pour fournir des « refuges » aux ouvriers de la ville.
En 1950, le stock de volumes conservés dans la bibliothèque avait plus que triplé : 33 963 dans la collection principale et 6 211 dans la salle de lecture junior. Les émissions du stock étaient respectivement de 285 559 et 57 557. Avec le développement de la ville, desservie par la Bibliothèque centrale, treize bibliothèques annexes, d'autres bibliothèques de banlieue et de dépôt, des services mobiles et hospitaliers, ainsi que des livres pour aveugles, les habitants ont eu accès à plus de 650 000 volumes et ont effectué plus de quatre millions de prêts.
Comme dans toutes les bibliothèques publiques d'Édimbourg, les collections pour adultes sont organisées selon le système de classification de la Bibliothèque du Congrès. Les livres pour enfants sont organisés selon le système de classification décimale Dewey, plus répandu.